# 매니툴린섬

매니툴린섬

매니툴린섬(Manitoulin Island)은 북아메리카 휴런호에 있는 호수 섬으로, 캐나다 온타리오주에 속한다. 면적은 2,766 km2로, 담수호에 있는 섬으로는 세계에서 가장 크다.

## 인구
| 연도  | 인구   | ±%      |
| ----- | ------ | ------- |
| 1871  | 2,231  | —       |
| 1881  | 8,460  | +279.2% |
| 1891  | 10,794 | +27.6%  |
| 1901  | 11,828 | +9.6%   |
| 1911  | 11,324 | −4.3%   |
| 1921  | 10,468 | −7.6%   |
| 1931  | 10,734 | +2.5%   |
| 1941  | 10,841 | +1.0%   |
| [ 1 ] |        |         |